# کوه مامپو
کوه مامپو (به لاتین: Mount Mumpu) یک کوه در زامبیا است که در استان مرکزی، زامبیا واقع شده‌است. کوه مامپو ۱٬۸۹۳ متر بالاتر از سطح دریا واقع شده‌است.